# هبروسيات
هُبْرُوسِيَّات أو المتزلجات المائية عريضة الأكتاف (الاسم العلمي: Veliidae)، فصيلة حشرات مُفترسة من رتبة نصفيات الأجنحة المختلفة. أجناسها وأنواعها المعروفة متوسطة العدد منتشرة في جميع أصقاع العالم. تألف المناقع ومجاري الماء وضفاف الأنهر. تسرح على سطح الماء برشاقة الشابرات. قوتها الهوام والحشرات الصغيرة.